# Shirley Strickland de la Hunty
Shirley Strickland de la Hunty (născută Strickland; n. 18 iulie 1925, Northam⁠(d), Australia de Vest, Australia – d. 11 februarie 2004, Perth, Australia de Vest, Australia) a fost o atletă australiană. Având în palmares șapte medalii la Jocurile Olimpice este una dintre cele mai titrate atlete din toate timpurile.

## Carieră
Australianca a câștigat titlul național în proba de 80 m garduri în 1948 și a făcut parte din delegația australiană la Jocurile Olimpice de vară din 1948 de la Londra. Acolo, Strickland a terminat pe locul al treilea atât la 100 m, cât și la 80 m garduri și a câștigat o medalie de argint la ștafeta 4×100 m. La Jocurile Commonwealth-ului din 1950 a cucerit trei medalii de aur și două de argint.
La Jocurile Olimpice din 1952 de la Helsinki ea a obținut primul său titlu olimpic. A câștigat proba de 80 m garduri, stabilind un nou record mondial (10,9 s). A ratat o altă medalie de aur la ștafeta de 4x100 de metri când colega ei Marjorie Jackson a pierdut ștafeta. În proba de 100 m a obținut din nou o medalie de bronz. În anul 1955 atleta a stabilit la Varșovia un nou record mondial la 100 m (11,3 s).
În 1956 Shirley Strickland de la Hunty a participat pentru a treia oară la Jocurile Olimpice. La Melbourne a câștigat competițiile de 80 m garduri și 4x100. Recordul ei olimpic de șapte medalii câștigate la atletism a rezistat până când Merlene Ottey (Jamaica) a obținut a opta medalie în anul 2000.
La Jocurile Olimpice de la Sydney din 2000 a fost una dintre cele australience care au purtat torța olimpică la ceremonia de deschidere. În 2004 Shirley Strickland de la Hunty a decedat la vârsta de 78 de ani.

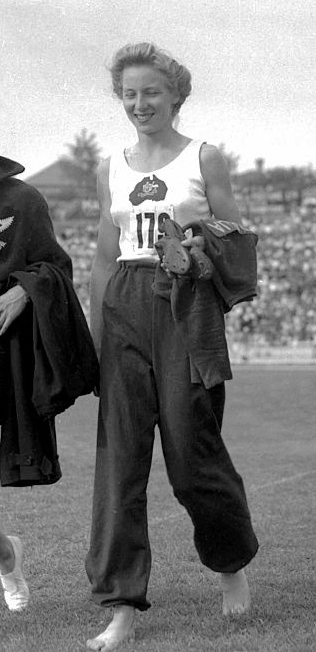
La Jocurile Commonwealth-ului din 1950
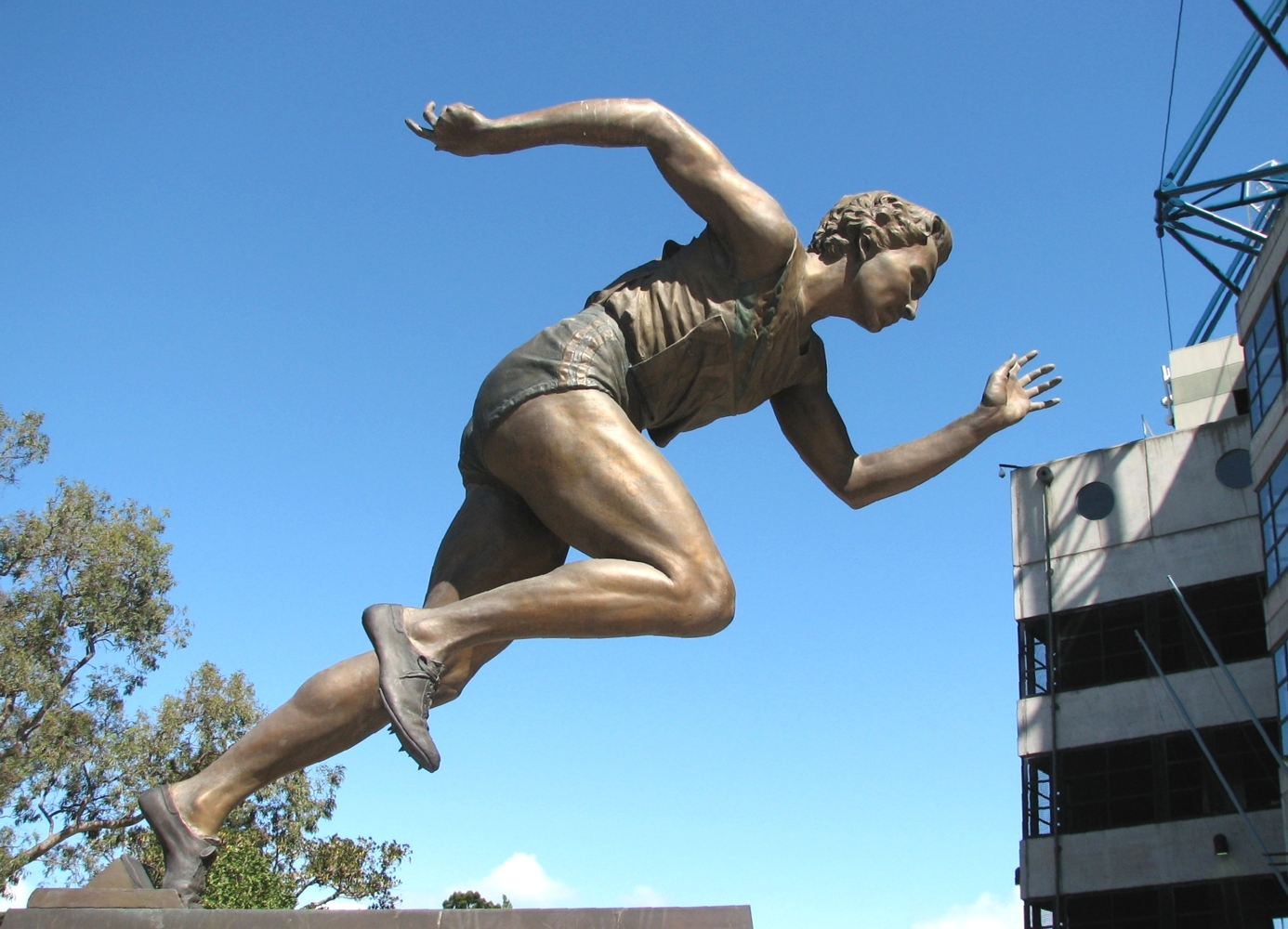
Statuia lui Shirley Strickland de la Hunty din Melbourne

## Realizări
| An   | Competiție                 | Locație                 | Loc | Eveniment                  | Note   |
| ---- | -------------------------- | ----------------------- | --- | -------------------------- | ------ |
| 1948 | Jocurile Olimpice          | Londra, Marea Britanie  | 3   | 100 m                      | 12,2   |
| 1948 | Jocurile Olimpice          | Londra, Marea Britanie  | 4   | 200 m                      | 25,3   |
| 1948 | Jocurile Olimpice          | Londra, Marea Britanie  | 3   | 80 m garduri               | 11,4   |
| 1948 | Jocurile Olimpice          | Londra, Marea Britanie  | 2   | 4×100 m                    | 47,6   |
| 1950 | Jocurile Commonwealth-ului | Auckland, Noua Zeelandă | 2   | 100 yd                     | 11,0   |
| 1950 | Jocurile Commonwealth-ului | Auckland, Noua Zeelandă | 2   | 220 yd                     | 24,5   |
| 1950 | Jocurile Commonwealth-ului | Auckland, Noua Zeelandă | 1   | 80 m garduri               | 11,6   |
| 1950 | Jocurile Commonwealth-ului | Auckland, Noua Zeelandă | 1   | ștafetă 110–220–110 yd     | 47,9   |
| 1950 | Jocurile Commonwealth-ului | Auckland, Noua Zeelandă | 1   | ștafetă 220–110–220–110 yd | 1:13,4 |
| 1952 | Jocurile Olimpice          | Helsinki, Finlanda      | 3   | 100 m                      | 11,9   |
| 1952 | Jocurile Olimpice          | Helsinki, Finlanda      | –   | 200 m                      | NS     |
| 1952 | Jocurile Olimpice          | Helsinki, Finlanda      | 1   | 80 m garduri               | 10,9   |
| 1952 | Jocurile Olimpice          | Helsinki, Finlanda      | 5   | 4×100 m                    | 46,6   |
| 1956 | Jocurile Olimpice          | Melbourne, Australia    | 13  | 100 m                      | 11,7   |
| 1956 | Jocurile Olimpice          | Melbourne, Australia    | 1   | 80 m garduri               | 10,7   |
| 1956 | Jocurile Olimpice          | Melbourne, Australia    | 1   | 4×100 m                    | 44,5   |